# Bronisław Wiśniewski
Bronisław Wiśniewski (ur. 1922, zm. 2003) – trener koszykówki żeńskiej, przez wiele lat prowadzący koszykarki AZS-u Poznań.
Po ukończeniu kursu instruktorskiego w 1953, prowadził w latach 1954-1957 szkolny zespół Zryw Poznań, następnie w latach 1957-1961 KS Energetyk Poznań. W 1955 uzyskał stopień trenera II klasy, a w roku 1966 trenera I klasy. W 1961 został zaangażowany do AZS.
Twórca największych sukcesów poznańskiego klubu, jakimi były zdobycie brązowego medalu w 1977 oraz jedynego do tej pory mistrzostwa Polski w 1978. Początkowo prowadził poznańskie akademiczki na parkietach niższych lig, później ekstraklasy. Po zdobyciu mistrzostwa AZS występował w elitarnych rozgrywkach Pucharu Europy. Trzykrotnie zdobywał też z juniorkami AZS-u mistrzostwo Polski w latach 1966, 1967 i 1977.
W roku 1979 przestał być trenerem AZS-u, jednak powrócił do klubu akademickiego w sierpniu 1983, w międzyczasie trenował koszykarki GKS Olimpia Poznań oraz reprezentację kobiecą Akademii Rolniczej.
Asystentem trenera Wiśniewskiego w czasach największych sukcesów poznańskiego klubu był Roman Haber, a kierownikiem zespołu Józef Martyła.